# Пам'ятки історії Володимирецького району
У Володимирецькому районі Рівненської області нараховується 52 пам'ятки історії.
| №  | Назва                                                                                       | Адреса                                                       |
| -- | ------------------------------------------------------------------------------------------- | ------------------------------------------------------------ |
| 1  | Пам'ятник воїнам-землякам                                                                   | с. Антонівка                                                 |
| 2  | Пам'ятник воїнам-односельчанам                                                              | с. Балаховичі                                                |
| 3  | Пам'ятник воїнам-односельчанам                                                              | с. Біле                                                      |
| 4  | Пам'ятник воїнам-односельчанам                                                              | с. Більська Воля                                             |
| 5  | Пам'ятник воїнам-односельчанам і жертвам УБН                                                | с. Великі Телковичі                                          |
| 6  | Пам'ятник воїнам-односельчанам                                                              | с. Великі Цепцевичі                                          |
| 7  | Пам'ятник воїнам-односельчанам                                                              | с. Великий Жолудськ                                          |
| 8  | Кладовище радянських воїнів і партизанів                                                    | с-ще Володимирець, сквер                                     |
| 9  | Меморіальна дошка на честь Володимирецького підпільного РКЛКСМ України                      | с-ще Володимирець вул. Леніна, 36                            |
| 10 | Меморіальна дошка на честь визволення селища від фашистських загарбників                    | с-ще Володимирець, вул. Леніна, 29                           |
| 11 | Пам'ятник воїнам-односельчанам                                                              | с. Воронки                                                   |
| 12 | Пам'ятник воїнам-односельчанам                                                              | с. Городець                                                  |
| 13 | Пам'ятник воїнам-односельчанам і жертвам УБН                                                | с. Довговоля                                                 |
| 14 | Пам'ятник воїнам-односельчанам                                                              | с. Жовкині                                                   |
| 15 | Пам'ятник воїнам-односельчанам                                                              | с. Заболоття                                                 |
| 16 | Пам'ятник воїнам-односельчанам і жертвам УБН                                                | с. Зелене                                                    |
| 17 | Пам'ятник воїнам-односельчанам                                                              | с. Каноничі                                                  |
| 18 | Пам'ятник воїнам-односельчанам і жертвам УБН                                                | с. Кідри                                                     |
| 19 | Пам'ятник воїнам-односельчанам і жертвам УБН                                                | с. Красносілля                                               |
| 20 | Пам'ятник землякам, що загинули в роки Великої Вітчизняної війни                            | с. Лозки                                                     |
| 21 | Пам'ятник воїнам-односельчанам                                                              | с. Луко                                                      |
| 22 | Пам'ятник воїнам-односельчанам                                                              | с. Любахи                                                    |
| 23 | Пам'ятник воїнам-односельчанам                                                              | с. Мульчиці                                                  |
| 24 | Пам'ятник першим комсомольцям                                                               | с. Мульчиці                                                  |
| 25 | Пам'ятник воїнам-односельчанам                                                              | с. Новаки                                                    |
| 26 | Пам'ятник воїнам-односельчанам                                                              | с. Озеро                                                     |
| 27 | Пам'ятник воїнам-односельчанам                                                              | с. Озерці                                                    |
| 28 | Пам'ятник воїнам-односельчанам                                                              | с. Острівці                                                  |
| 29 | Пам'ятник землякам, що загинули в роки Великої Вітчизняної війни                            | с. Полиці                                                    |
| 30 | Пам'ятник воїнам-односельчанам і жертвам УБН                                                | с. Половлі                                                   |
| 31 | Пам'ятник воїнам-односельчанам                                                              | с. Радиживе                                                  |
| 32 | Могила Ошера Шварцмана і 16 кіннотників-богунців                                            | с-ще Рафалівка, громадське кладовище                         |
| 33 | Кладовище воїнів радянської армії                                                           | мт. Рафалівка                                                |
| 34 | Пам'ятник воїнам-односельчанам                                                              | с-ще Рафалівка, район залізничного вокзалу                   |
| 35 | Меморіальна дошка на честь підпільного РК ЛКСМУ                                             | с-ще Рафалівка, вул. Леніна, 16                              |
| 36 | Меморіальна дошка на честь визволення селища Рафалівка від німецько-фашистських загарбників | с-ще Рафалівка, вул. Комуністична                            |
| 37 | Пам'ятник воїнам-односельчанам                                                              | с. Ромейки                                                   |
| 38 | Пам'ятник воїнам-односельчанам                                                              | с. Рудка                                                     |
| 39 | Пам'ятник воїнам-односельчанам                                                              | с. Сварині                                                   |
| 40 | Пам'ятник воїнам-односельчанам                                                              | с. Собіщиці                                                  |
| 41 | Пам'ятник воїнам-односельчанам                                                              | с. Сопачів                                                   |
| 42 | Пам'ятник воїнам-односельчанам                                                              | с. Стара Рафалівка                                           |
| 43 | Пам'ятник воїнам-односельчанам                                                              | с. Суховоля                                                  |
| 44 | Пам'ятник воїнам-односельчанам                                                              | с. Хіночі                                                    |
| 45 | Братська могила радянських воїнів                                                           | с. Антонівка                                                 |
| 46 | Місце масових розстрілів та братська могила жертв фашизму                                   | с-ще Володимирець                                            |
| 47 | Місце масових розстрілів та братська могила жертв фашизму                                   | с-ще Рафалівка                                               |
| 48 | Братська могила радянських воїнів                                                           | с. Чудля                                                     |
| 49 | Могила воїна радянської армії Угарова Г. С.                                                 | с. Городець, центральна частина громадського кладовища       |
| 50 | Могила невідомого воїна радянської армії                                                    | с. Заболоття, східна частина громадського кладовища          |
| 51 | Могила радянського партизана Болтунова Л. Д.                                                | с. Мульчиці, 4 км на південний захід (колишній х. Захоромці) |
| 52 | Братська могила радянських воїнів                                                           | с. Сопачів, південно-західна частина громадського кладовища  |